# Lesky
Lesky es uno de los MCs componentes de LaOdysea y Versoterismo grupos de rap españoles de Elda (y Elche) (Alicante)

## Biografía
Lesky comenzó sus andaduras con el grupo LaOdysea en el año 2000, grupo al que continua vinculado a día de hoy. Cabe mentar que está considerado el miembro más importante de la formación. Perteneció a la formación Rockets con la que sacó un trabajo a la calle en 2009. Desde 2013 forma también parte del grupo Versoterismo junto a Madnass y TronDosh, publicando ese mismo año "Circulo de Hyenas" y con quienes trabaja actualmente en un segundo trabajo.  En 2016 sacó su primer EP en solitario titulado Black Hornet. 

Referencias:

## Discografía
Con LaOdysea
- "Visionarios" (Maqueta) (2004)
- "Dr Cannibal CD1" (Maqueta) (2006)
- "Dr Cannibal CD2"]] (Maqueta) (2006)
- "QuidproQuo" (Maqueta) (2007)
- "Como cinco dedos de una mano" (LP) (2008)
- "Fuego" (LP) (2012)
- "The Rules" (LP) (2015)

Con [[Rockets]]
- "Rockets" (LP) (2009)

Con Versoterismo
- "The Rules" (LP) (2013)

## Colaboraciones
Con LaOdysea
- Nach-"Dr.Cannibal"
- Arma Blanca-"R-Evolución"
- Arma Blanca-"Dr.Cannibal"
- Arma Blanca-"Visionarios"
- Bambú-"Visionarios"
- Bambú-"Dr.Cannibal"
- Mr. Franzys-"Visionarios"
- Dogma Crew-"Dr.Cannibal"
- Jesuly-"Dr.Cannibal"
- Trafik-"Dr.Cannibal"
- Soma-"Dr.Cannibal"
- Valdés-"Dr.Cannibal"
- Demasiado De-"Demasiado De"
- Nikoh E.S-"Vendios"
- Abram-"Sangre de mi sangre"
- Chiva-"Paraíso"
- Tejota-"Thanatos"
- Zotas-"Diamond"

En solitario
- DCP - Te lo tomas como kieras - "Si tu supieras" (2007)
- La Ley del Más Fuerte - Donde nacen las historias - "Donde nacen las historias" (2007)
- Complot -Volumen 1 - "Duro como acero" (2007)
- Mase - El crimen - "Todo lo que pienso" (2007)
- Mismo - Suena diferente - "Falsedades" (2007)
- Makka - Por decir lo que pienso - "Por decir lo que pienso" (2007)
- Paradoja - Triple vida - "Je t ecris" (2008)
- MCasablanca - "Hot brains" (con Príncipe Palanca, Smoky la moka, Mezckla, Trafik, Bodas y Dakah)
- Nach-"Ars Magna|Miradas"
- Micrófonos Enfermos-"El síndrome"